# Circo Massimo (métro de Rome)
Circo Massimo est une station de la ligne Bdu métro de Rome, qui tient son nom de sa proximité avec le Circus Maximus.

## Situation sur le réseau
Établie en souterrain, la station Circo Massimo est située sur la ligne B du métro de Rome, entre les stations Colosseo, en direction de Rebibbia (B) ou Jonio (B1), et Piramide, en direction de Laurentina.

## À proximité
Les sites remarquables proches sont : le Circus Maximus, la porta Capena et les thermes de Caracalla en ce qui concerne les sites antiques. L'église Santa Balbina all'Aventino, la basilique San Saba, l'église Sainte-Sabine de Rome, la basilique des Saints-Boniface-et-Alexis, l'église Santa Prisca, et l'église San Gregorio al Celio pour ce qui concerne les sites chrétiens.